# Helen Morse
Helen Morse (* 24. Januar 1947 in Harrow on the Hill, Vereinigtes Königreich) ist eine britischstämmige, australische Schauspielerin bei Bühne und Film. 

## Leben und Wirken
Die Tochter eines Arztes und einer Krankenschwester, das älteste von vier Kindern, wuchs in einem musischen Haushalt auf und erlernte früh das Klavierspiel. 1950 übersiedelte die Familie von England nach Australien, wo Helen Morse mit 18 Jahren ein Schauspielstudium am National Institute of Dramatic Art abschloss. In der Folgezeit wirkte sie mit sehr unterschiedlichen Rollen auf Theaterbühnen ebenso wie in Film- und Fernsehproduktionen (Serien wie Einzelfilme) mit. Bekannt machte die brünette Wahlaustralierin 1975 der Part der sensiblen französischen Lehrerin Mademoiselle de Poitiers in Peter Weirs mystischem australischen Drama Picknick am Valentinstag, das sowohl bei der Kritik als auch beim Publikum großen Anklang fand. 
Daraufhin bot man Helen Morse noch im selben Jahr die Titelrolle der Kellnerin Caddie Marsh in dem 1920er-Jahre-Porträt einer unterdrückten Frau, Caddie, an, mit der sie 1976 den Australian Film Institute Award in der Rubrik Beste Hauptdarstellerin einheimsen konnte. Caddie (auf Deutsch: Eine Frau geht ihren Weg) – vom Filmdienst als „Ein stimmungsvolles Zeitbild“ gepriesen – wie auch Picknick am Valentinstag gelten als die beiden Filme, mit der Mitte der 1970er-Jahre die Wiedergeburt des australischen Films eingeläutet wurde. Helen Morses spätere Auftritte vor der Kamera stießen auf ein weit weniger starkes Echo. In der filmfreien Zeit sah man die Künstlerin auch am Theater, wo sie zentrale Rollen wie etwa die Blanche DuBois in Endstation Sehnsucht, die Charlotta in Tschechows Der Kirschgarten, die Elizabeth Proctor in Arthur Millers Hexenjagd, die Ariel in Shakespeares Der Sturm und die Hedda Gabler in dem gleichnamigen Ibsen-Stück spielte.

## Filmografie
- 1966: Twelfth Night (Fernsehfilm)
- 1966: The Runaway (Fernsehfilm)
- 1967: The Queen's Bishop (Fernsehfilm)
- 1968: The Return of the Boomerang (Kurzfilm)
- 1970: Ihre Chance war gleich Null (Adam's Woman)
- 1969–1974: Dimension 4 (TV-Serie)
- 1972: Crisis (Fernsehfilm)
- 1974: Petersen
- 1974: Stone
- 1975: Picknick am Valentinstag (Picnic at Hanging Rock)
- 1976: Eine Frau geht ihren Weg (Caddie)
- 1978: Tapak Dewata Java (Kurzfilm)
- 1979: Das Geheimnis der Agatha Christie (Agatha)
- 1982: Far East
- 1984: Iris
- 1997: The Bridge (Kurzfilm)
- 2000: Lost (Kurzfilm)
- 2011: Im Auge des Sturms (The Eye of the Storm)
- 2015: Downriver